# De Japanse vissers
De Japanse vissers is een hoorspel van Wolfgang Weyrauch. Die Japanischen Fischer werd op 24 mei 1955 door de Bayerischer Rundfunk uitgezonden. In een vertaling van Ad den Besten en geregisseerd door Coos Mulder zond de VPRO het uit op vrijdag 24 maart 1961 (met een herhaling op vrijdag 19 mei 1967). Het duurde 40 minuten.

## Rolbezetting
- Wim van den Heuvel (Susushi)
- Annet Nieuwenhuizen (zijn vrouw)
- Mies Hagens, Jeannette van der Heijden, Tine de Vries, Eli Blom, Philippe la Chapelle, Gerard de Groot, Jan Hundling, Herman van Eelen, Jules Royaards en Guus Verstraete sr. (vissers en vissersvrouwen)

## Inhoud
De vissers nemen afscheid van hun vrouwen, beloven gezond te zullen terugkeren, het laadruim vol kostbare tonijnen. Plots worden ze, ver buiten het atoomsperzone, door een bliksemflits bestraald. Ze vluchten naar huis, de wolk haalt hen in, regen valt op hun schip, niet nat als water, maar nat als olie. Susushi heeft als enige nog kracht, kan het roer bedienen, spreekt de kameraden moed in, is een held. Later wil zijn vrouw van de melaatse held niets weten. De tonijn, kostbaar, rood en vers, wordt op de markt verkocht, maar al wie ervan eet, wordt ziek. De kinderen sterven, een commissie plaatst het hele dorp onder quarantaine…